# Peaks Ice Arena
El Peaks Ice Arena és un estadi d'hoquei sobre gel situat a la ciutat de Provo (Utah, Estats Units). Va ser construït el 1997 per a la celebració dels Jocs Olímpics d'Hivern de 2002 realitzats a Salt Lake City. Amb una capacitat actual de 1.800 persones assegudes, durant la realització dels Jocs fou la seu de la competició d'hoquei sobre gel, juntament amb l'E Center, i tingué una capacitat de 8.500 persones.